# Sebastião Batalha Xavier
Sebastião Batalha Xavier (Palmeira dos Índios, 20 de Janeiro de 1939) foi um comerciante e político brasileiro.
Ainda jovem, ingressou nos negócios de comércio e, consequentemente, ficou muito conhecido no município de Cacimbinhas. Por aclamação de pessoas próximas, candidatou-se à eleição de 1969 (eleição para o município) pela Aliança Renovadora Nacional (ARENA), tendo como vice José Targino Wanderley. Vitoriosos, foram empossados em 1º de fevereiro de 1970.
À época, a educação do município era limitada. Sebastião conseguiu entregar à cidade o Ginásio Cenecista Nossa Senhora da Penha, pela Portaria Nº88/70, de 24 de março de 1970, da Secretaria de Educação do Estado de Alagoas. Ainda no viés da educação, criou a "Banda Fanfarra", pertencente à mesma instituição de ensino e implantou o MOBRAL.
Em âmbito da infraestrutura, recuperou a Capela de Nossa Senhora das Brotas (do Sítio Santa Cruz), um dos patrimônios históricos do município, amplificou a rede elétrica municipal, reformou a sede do poder executivo municipal e calçou diversas vias. Na comunicação, implantou serviços telefônicos por meio da Companhia Telefônica de Alagoas, e ainda contribuiu profundamente na pecuária.
Mesmo tendo terminado o mandato, desejava ter entregado outras obras ao município. Por fim, não ingressou na política novamente.